# Кафана Атина (Ниш)
Кафана „Атина” у Нишу је једна од некада чувених нишких кафана. Отворена је 1924. године као хотел „Атина”, али је у свести већине Нишлија остала позната као кафана „Атина“. Налази се у улици Димитрија Туцовића 21 (некада Призренска), преко пута железничке станице. Кафана се и данас налази на истом месту, али је изгубила стари сјај и углед.

## Раде Арацки, први власник кафане
Први власник кафане, односно хотела „Атина“ био је угледни нишки угоститељ Раде Арацки. Родио се 12. марта 1888. године у Сенти, у богатој породици пречанских Срба. Почетком 20. века доселио се у Србију, у село Александрово надомак Ниша, где се оженио Бојаном Јаковљевић, са којом је имао два сина, Младена и Милутина. Учествовао је у Балканским и Првом светском рату. По завршетку рата, почетком 20-тих, породица Арацки преселила се у Ниш, где отварају кафану „Две липе“ која се налазила на углу данашње Првомајске и Улице Ћирила и Методија, преко пута Филозофског факултета. У то време браћа Радетове супруге Бојане почела су да зидају угоститељски објекат на празном плацу у Призренској 21 (данашња улица Димитрија Туцовића). Подигли су само темеље, а онда је Арацки откупио започети објекат и својим новцем и кредитом Хипотекарне банке током 1923. и 1924. године изградио спратну зграду хотела „Атина“. Умро је у Нишу,  12. јанаура 1964. године, у 76. години.

## Зграда кафане
Зграда кафане, односно хотела „Атина” складних је линија са једноставном фасадном орнаментиком, грађена у духу еклектике (посебно део дозидан 1936. године). Саграђена је у облику слова „Г“ на углу две улице, Призренске и Кајмакчаланске и у то време била је једина вишеспратница у околини. Имала је пространи подрум, ресторан у приземљу, спрат са собама за преноћиште и мансарду са пет соба. Испред кафане била је башта са пердом. Године 1936. објекат је надозидан по пројекту познатог нишког архитекте Александра Медведева. У наставку зграде, према Кајмакчаланској улици, добијен је додатни кафански простор и спрат са собама. Тако зграда добија коначан данашњи изглед. Године 1938/39. обављени су адаптациони радови унутар саме гостионице, а после Другог рата реновирана је због оштећења у бомбардовањима. Године 1979. доживела је још једно реновирање.

## Историја кафане

### Период пре Другог светског рата
Посебна предност „Атине“ била је локација на којој се налазила. Веома прометна Призренска улица, близина железничке станице и трамвајске окретнице доприносили су томе да је „Атина“ увек била готово пуна, како преко дана тако и дубоко у ноћ. Осим гостију који би у Ниш стизали возом и којима је „Атина” нудила најближи удобан смештај, свакодневни посетиоци  били су и многи становници нишког насеља Бубањ који су свакодневно туда пролазили на путу до посла. Ту су се хранили радници Ристићеве памукаре и фабрике боја „Поморавље“, железничари, фијакеристи, трамвајџије, шпедитери, сељаци у време празничних дана и многи други. У кафани су се служила укусна јела домаће и интернационалне кухиње: мађарски гулаш и паприкаш, пасуљ на тавче, касапски купус, нишлијски роштиљ и друга.
Оно по чему је „Атина” такође позната је и податак да је управо ту 24. августа 1932. године основан популарни фудбалски клуба са Бубња Цар Константин. Клуб је у „Атини“ основан  Наздравио је уздигнутом криглом пива Раде Арацки и све частио пићем. Навијачи, играчи и чланови управе Спортског клуба „Цар Константин“ такође су били редовни гости кафане.

### Други светски рат
У рано јутро 8. априла 1941. године, око пола шест ујутро, из правца Бугарске немачке ескадриле бобаредера Штуке, у пратњи ловаца, обрушиле су се на незаштићени Ниш. Малобројна и слаба противавионска одбрана града покушала је кратко да се супротстави ваздушном нападу. Главни циљ бомбардовања била је Железничка радионица, највеће привредно предузеће овог дела Србије, која је запошљавала више хиљада радника. Материјална штета је била огромна а највеће су биле људске жртве. Тог дана страдало је око 400 становника а рањених је било око 500. Тога дана у паркићу преко пута „Атине”, испред Ристићеве памукаре, у бомбама погођеном склоништу погинуло је и неколико гостију који су непосредно пре тога били у кафани.
После бомбардовања и окупације Југославије „Атина“ је била реквирирана и у њој борави немачка војска. Арацки окупаторе није радо гледао, па цео хотел даје у закуп.

### Послератни период
Након ослобођења Ниша од 1944. до 1947. године „Атина” је поново је у власништву Радета Арацког. Иако је Арацки добио државни кредит за реновирање зграде 1948. године, хотел преузима Угоститељско предузеће „Железничар“, а дотадашњем власнику и његовој породици остављена је на коришћење само једна просторија. Доласком нових власти у „Атини” се постепено мења некадашњи састав гостију. У њу долазе активисти Народног фронта, држе се политички скупови и састанци друштвених организација, а била је и гласачко место са такозваним „ћоравим кутијама”. „Атина“ тада добија и нову функцију – постаје менза радника са железнице. Особље је било недовољно квалификовано, тако да је и квалитет услуге опао.
Коначно, 2. септембра 1959. године хотел је национализован. У моменту национализације „Атине“ корисник је било предузеће „Унион“, које је касније спајањем прерасло у данашње Угоститељско-туристичко предузеће „Ниса”. Две године након национализације предузеће „Унион“ покушало је да исели породицу Арацки, али је градска власт одбила такав захтев.
Године 1962. Радету Арацком враћена су у власништво два четворособна стана на првом спрату, али су они касније продати „Униону“ због немогућих услова становања. Кафана у приземљу постала је место окупљања криминалаца, проститутки и сумњивог полусвета.

### Савремено доба
Деведесетих година прошлог века наследници су покренули поступак за утврђивање власништва национализоване имовине. Након што је у поступку утврћена оправданост захтева, наследницима су враћена два локала и тавански простор, који у ствари нису ни били национализовани, већ самовољно коришћени.
Када је 2000. године "Ниси" истекао закуп о коришћењу објекта Скупштина града Ниша је, у складу са Одлуком сталне конференције слободних градова, дала предност у издавању национализованих локала у закуп старим власницима или наследницима. Тада се на конкурс јавио Зоран Арацки, унук некадашњег власника Радета Арацког, дугогодишњи новинар и доцент на Департману за новинарство Филозофског факултета у Нишу. Више десетина радника Угоститељско-туристичког предузећа "Ниса" спречило је судске извршитеље да спроведу званично судско решење по којем објекат познате гостионице и преноћишта "Атина" треба да добије новог корисника. Званичници "Нисе" сложили су се да немају објекат у власништву, али да не желе да се иселе док се не донесе закон о денационализацији. Тврдили су тада да „Ниса” објекат користи од 1932. године и да су у адаптацију уложили своја средства.
Године 2007. имовина којом је располагало Угоститељско-туристичко предузеће „Ниса” продата је локалним тајкунима за суму која је била готово четири пута мања од процењене вредности. Осим „Атине” они су тада купили и најчувенију нишку кафану „Стара Србија”, рибљи ресторан „Златни котлић”, казино „Палас”, ресторане „Цариград”, „Палилула”, „Гурман”, „Црвени крст”, „Наисус” и „Пролеће” у Нишкој Бањи.